# Hawaii Five-O
Hawaii Five-O, även känd som Hawaii Fem-0, var en amerikansk TV-serie med start 1968 av Leonard Freeman med Jack Lord och James MacArthur m.fl. Serien varade i tolv säsongen och lades ner år 1980. Den 20 september 2010 hade den nya Hawaii Five-0 premiär på amerikansk TV, med delvis samma rollfigurer samt några nya. Det är inte fråga om en uppföljare som det från början var tänkt, utan en "modernare" version av den ursprungliga serien. Hawaii är USA:s 50:e delstat, därav serienamnet.

## Handling
Steve McGarret är en tuff och cool kriminalpolis vars högra hand heter Danny "Danno" Williams. TV-serien följer Five-O-teamet när de bekämpar brottslighet samtidigt som de ständigt jagar McGarretts fiende nummer ett - den ondsinte kinesiske agenten Wo Fat.

## Om serien
Serien utspelar sig i en Hawaii-liknande miljö, och många turister valde att tillbringa sin semester i Hawaii tack vare serien. Seriens signaturmelodi blev en stor hit och har tolkats av åtskilliga instrumental-band.
Serien nominerades till 19 olika priser, varav den vann fyra - två Emmy Awards och två TV Lamd Awards. 

## I rollerna
- Jack Lord - Steve
- James MacArthur - Danny "Danno" Williams (1968-1979)
- Kam Fong - Chin Ho Kelly (1968-1978)
- Zulu - Kono Kalakaua (1968-1972)
- Al Harrington - Ben Kakaua (1972-1975)
- Herman Wedemeyer - Edward D. "Duke" Lukela
- Harry Endo - Che Fong
- Richard Denning - Gov. Paul Jameson
- Al Eben - Doc Bergmann (1971-1979)
- Moe Keale - Det. Truck Kealoha (1979-1980)
- William Smith -  Det. James  "Kimo" Carew (1979-1980)
- Sharon Farrell -  Det. Lori Wilson (1979-1980)

## DVD
CBS/Paramount har under 2008 startat utgivningen av denna TV-serie i Sverige. I Sverige är de 7 första säsongerna släppta. Säsongerna 8-12 kommer troligen inte till Sverige enligt CBS/Paramount. Under maj 2010 skulle säsong 8 släpps i England, senare framflyttad till 29 mars 2011, men är nu oklart när den släpps.  Paramount släpper säsong 1 på DVD i Sverige den 21 september 2011.
| Säsong               | Avsnitt | Release Datum Region 1 | Release Datum Sverige | Information om extra material    |
| -------------------- | ------- | ---------------------- | --------------------- | -------------------------------- |
| Säsong 1             | 24      | 6 mars 2007            | 23 juli 2008          | - Original pilot - Retrospective |
| Säsong 2             | 24*     | 31 juli 2007           | 23 juli 2008          |                                  |
| Säsong 3             | 24      | 22 juli 2008           | 23 juli 2008          |                                  |
| Säsong 4             | 24      | 10 juni 2008           | 3 december 2008       |                                  |
| Säsong 5             | 24      | 18 november 2008       | 4 februari 2009       |                                  |
| Säsong 6             | 24      | 21 april 2009          | 30 september 2009     |                                  |
| Säsong 7             | 24      | 20 oktober 2009        | 16 december 2009      |                                  |
| Säsong 8             | 24      | 16 mars 2010           |                       |                                  |
| Säsong 9             | 24      | 3 augusti 2010         |                       |                                  |
| Säsong 10            | 24      | 14 december 2010       |                       |                                  |
| Säsong 11            | 22      | 20 september 2011      |                       |                                  |
| Säsong 12            | 20      | 2011                   |                       |                                  |
| Hawaii Five-O (2010) |         |                        |                       |                                  |
| Säsong 1             | 24      |                        | 2 november 2011       |                                  |

- Ursprungligen är det 25 episoder i säsong 2, men två veckor före den släpptes i USA meddelades det att avsnittet  "Bored She Hung Herself" inte kommer att ingå i boxen.

## Avsnittsöversikt
| Avsnitt | Titel                                                   | TV premiär (USA) |
| ------- | ------------------------------------------------------- | ---------------- |
|         | Säsong 1                                                |                  |
| 1       | Cocoon (1)                                              | 20/09/1968       |
| 2       | Cocoon (2)                                              | 20/09/1968       |
| 3       | Full Fathom Five                                        | 26/09/1968       |
| 4       | Strangers In Our Own Land                               | 03/10/1968       |
| 5       | Tiger By The Tail                                       | 10/10/1968       |
| 6       | Samurai                                                 | 17/10/1968       |
| 7       | .... And They Painted Daisies On His Coffin             | 07/11/1968       |
| 8       | Twenty-Four Karat Kill                                  | 14/11/1968       |
| 9       | The Ways of Love                                        | 21/11/1968       |
| 10      | No Blue Skies                                           | 05/12/1968       |
| 11      | By the Numbers                                          | 12/12/1968       |
| 12      | Yesterday Died And Tomorrow Won't Be Born               | 19/12/1968       |
| 13      | Deathwatch                                              | 25/12/1968       |
| 14      | Pray Love Remember, Pray Love Remember                  | 01/01/1969       |
| 15      | King Of The Hill                                        | 08/01/1969       |
| 16      | Up Tight                                                | 15/01/1969       |
| 17      | The Face of the Dragon                                  | 22/01/1969       |
| 18      | The Box                                                 | 29/01/1969       |
| 19      | One For The Money                                       | 05/02/1969       |
| 20      | Along Came Joey                                         | 12/02/1969       |
| 21      | Once Upon A Time (1)                                    | 19/02/1969       |
| 22      | Once Upon A Time (2)                                    | 26/02/1969       |
| 23      | Not That Much Different                                 | 05/03/1969       |
| 24      | Six Kilos                                               | 12/03/1969       |
| 25      | The Big Kahuna                                          | 19/03/1969       |
|         | Säsong 2                                                |                  |
| 26      | A Thousand Pardons – You're Dead!                       | 24/09/1969       |
| 27      | To Hell with Babe Ruth                                  | 01/10/1969       |
| 28      | Forty Feet High and It Kills!                           | 08/10/1969       |
| 29      | Just Lucky, I Guess                                     | 15/10/1969       |
| 30      | Savage Sunday                                           | 22/10/1969       |
| 31      | A Bullet for McGarrett                                  | 29/10/1969       |
| 32      | Sweet Terror                                            | 05/11/1969       |
| 33      | King Kamehameha Blues                                   | 12/11/1969       |
| 34      | The Singapore File                                      | 19/11/1969       |
| 35      | All the King's Horses                                   | 26/11/1969       |
| 36      | Leopard on the Rock                                     | 03/12/1969       |
| 37      | The Devil and Mr. Frog                                  | 10/12/1969       |
| 38      | The Joker's Wild, Man, Wild                             | 17/12/1969       |
| 39      | Which Way Did They Go?                                  | 24/12/1969       |
| 40      | Blind Tiger                                             | 31/12/1969       |
| 41      | Bored, She Hung Herself (Saknas i samtliga DVD utgåvor) | 07/01/1970       |
| 42      | Run, Johnny, Run                                        | 14/01/1970       |
| 43      | Killer Bee                                              | 21/01/1970       |
| 44      | The One with the Gun                                    | 28/01/1970       |
| 45      | Cry, Lie                                                | 04/02/1970       |
| 46      | Most Likely to Murder                                   | 11/02/1970       |
| 47      | Nightmare Road                                          | 18/02/1970       |
| 48      | Three Dead Cows at Makapuu (1)                          | 25/02/1970       |
| 49      | Three Dead Cows at Makapuu (2)                          | 04/03/1970       |
| 50      | Kiss the Queen Goodbye                                  | 11/03/1970       |
|         | Säsong 3                                                |                  |
| 51      | And a Time to Die                                       | 16/09/1970       |
| 52      | Trouble In Mind                                         | 23/09/1970       |
| 53      | The Second Shot                                         | 30/09/1970       |
| 54      | Time and Memories                                       | 07/10/1970       |
| 55      | The Guarnerius Caper                                    | 14/10/1970       |
| 56      | The Ransom                                              | 21/10/1970       |
| 57      | Force Of Waves                                          | 28/10/1970       |
| 58      | The Reunion                                             | 04/11/1970       |
| 59      | The Late John Louisiana                                 | 11/11/1970       |
| 60      | The Last Eden                                           | 18/11/1970       |
| 61      | Over Fifty? Steal!                                      | 25/11/1970       |
| 62      | Beautiful Screamer                                      | 02/121970        |
| 63      | The Payoff                                              | 09/12/1970       |
| 64      | The Double Wall                                         | 16/12/1970       |
| 65      | Paniolo                                                 | 30/12/1970       |
| 66      | Ten Thousand Diamonds and a Heart                       | 06/01/1971       |
| 67      | To Kill or Be Killed                                    | 13/01/1971       |
| 68      | F.O.B. Honolulu (1)                                     | 03/02/1971       |
| 70      | The Gunrunner                                           | 10/02/1971       |
| 71      | Dear Enemy                                              | 17/02/1971       |
| 72      | The Bomber and Mrs. Moroney                             | 24/02/1971       |
| 73      | The Grandstand Play (1)                                 | 03/03/1971       |
| 74      | The Grandstand Play (2)                                 | 10/03/1971       |
|         | Säsong 4                                                |                  |
| 75      | Highest Castle, Deepest Grave                           | 14/09/1971       |
| 76      | No Bottles...No Cans...No People                        | 21/09/1971       |
| 77      | Wednesday, Ladies Free                                  | 28/09/1971       |
| 78      | 3,000 Crooked Miles To Honolulu                         | 05/10/1971       |
| 79      | Two Doves and Mr. Heron                                 | 12/10/1971       |
| 80      | ...And I Want Some Candy and a Gun That Shoots          | 19/10/1971       |
| 81      | Air Cargo – Dial for Murder                             | 26/10/1971       |
| 82      | For a Million... Why Not?                               | 02/11/1971       |
| 83      | The Burning Ice                                         | 09/11/1971       |
| 84      | Rest In Peace, Somebody                                 | 16/11/1971       |
| 85      | A Matter of Mutual Concern                              | 23/11/1971       |
| 86      | Nine, Ten – You're Dead                                 | 30/11/1971       |
| 87      | Is This Any Way to Run a Paradise?                      | 14/12/1971       |
| 88      | Odd Man In                                              | 28/12/1971       |
| 89      | Bait Once, Bait Twice                                   | 04/01/1972       |
| 90      | The Ninety-Second War (1)                               | 11/01/1972       |
| 91      | The Ninety-Second War (2)                               | 18/01/1972       |
| 92      | Skinhead                                                | 25/01/1972       |
| 93      | While You're at It, Bring in the Moon                   | 01/021972        |
| 94      | Cloth of Gold                                           | 08/02/1972       |
| 95      | Good Night, Baby – Time to Die!                         | 15/02/1972       |
| 96      | Didn't We Meet at a Murder?                             | 22/02/1972       |
| 97      | Follow the White Brick Road                             | 29/02/1972       |
| 98      | R&R – & R                                               | 07/03/1972       |